# بوشيرود
.بوشيرود إنك (باليابانية : 株式会社ブシロード تُنطق باليابانية : كابوشيكي -غايشا بوشيلودو) هي شركة إنتاج وترفيه يابانية تشتهر بكونها شركة إنتاج أوراق اللعب علي غرار لعبة مبارزة الوحوش الشهيرة التي تنتجها كونامي و لعبة أوراق البوكيمون التي تنتجها شركة البوكيمون العالمية و تعمل ايضاً علي نشر وتطوير ألعاب الهواتف الذكية وتطبيقاتها تم إنشائها في 2007 بواسطة تاكاّكي كيداني ويقع مقر الشركة الرئيسي في العاصمة اليابانية طوكيو
منذ 2019 بدأت شركة بوشيرود في إنشاء أول اعمالها في مجال الميديا وأول علامة تجارية لها في هذا المجال و هو Tantei Opera Milky Holmes. منذ عام 2019 ، تم إدراج بوشيرود في بورصة طوكيو وتم تداولها في بورصة طوكيو منذ إنشاء اطلاقها في 24 يوليو 2019.
في 29 يناير 2012 ، أعلنت شركة بوشيرود أنها استحوذت بالكامل على اتحاد نيو جابان برو-ريسلينغ ، وهو أكبر اتحاد مصارعة المحترفين في اليابان ويعد من أهم عشر اتحادات مصارعة في العالم، مقابل 500 مليون ين من شركة يوكي المالكة السابقة للاتحاد. و في أكتوبر 2019 ، استحوذت شركة البوشيرود على اتحاد مصارعة آخر وهو ورلد وندر رينغ ستاردوم ، وهو أكبر اتحاد مصارعة نسائي في اليابان ويعد من أهم عشر اتحادات مصارعة في العالم .
في معرض طوكيو للألعاب لعام 2012 ، أعلنت شركة بوشيرود عن إطلاقها لتطبيق بوشيمو، وهو عبارة عن منصة ألعاب اجتماعية جديدة تم انتاجها خصيصاً للهواتف الذكية ، والتي تم إصدارها في شتاء عام 2012.
وفي مارس 2013، أعلنت شركة بوشيرود عن إحياء الامتياز الإعلامي Neppu Kairiku Bushi Road وذلك مع إنتاج أنمي تلفزيوني والتي بثت في 31 ديسمبر 2013 وذلك بالتعاون بين رباعبي بين شركة بوشيرود، بانداي البصرية ، نيترو پلاس ، و كينيما سيتروس .
في سبتمبر 2013 نشرت شركة بوشيرود مجلة بعنوان بوشيرود جيكان الشهرية  (باليابانية : 月刊ブシロード تُنطق باليابانية : جيكان بوشيلودو) . وهي تتميز بنشر سلاسل المانجا التي تهتم بألعاب بطاقات التداول المختلفة والامتيازات الأخرى .
أنشأت شركة بوشيرود الامتياز الإعلامي BanG Dream! في يناير 2015 ، والتي تتكون من مجموعة موسيقية والعديد من سلاسل المانجا والأنمي التلفيزيونية . كما أنشأت الامتياز الإعلامي Shōjo Kageki Revue Starlight في عام 2017 ، و هو عبارة عن سلسلة أنمي تلفزيوني وموسيقي .
في 12 ديسمبر 2019 ، استحوذت كل من شركة بوشيرود و مجموعة شركات كادوكاوا على نسبة 31.8 ٪ من شركة كيميما سيستروس . أعلنت الشركات الثلاث سابقًا عن شراكة في نفس العام وذلك لإطلاق سلسلة أنمي مختلف، وأحد أسباب القيام بالصفقة بسبب تلك الشراكة وبعد يوم واحد أعلنت شركة بوشيرود علي أنها استحوذت على نسبة 8.2٪ من إدارة شركة سانزيغين و بذلك حصلوا علي حقوق إمتلاك شركة Ultra Super Pictures . بنسبة 75.4٪ بينما ظلت شركة سانزيغين ورئيس الاستوديو هيرواكي ماتسورا يمتلكون نسبة 16.4٪ من الشركة. و في 16 مارس 2021 ، استحوذت بوشيرود على نسبة 50.625٪ من إدارة شركة Frontwing و بالتالي تصبح الشركة المُسيطرة علي إدارة شركة الألعاب الفيديو الأخيرة .

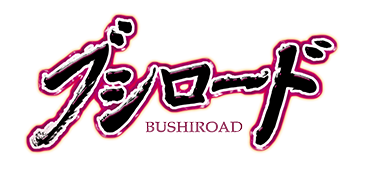
شعار بوشيرود (منذ 2007 حتّى 2017)

## ملخص
نشات شركة بوشيرود من الشركة مرتبطة بست مجموعات فرعية متميزة تم دمجها معاً في كيان واحد . و الشركتان صابحتا نصيب الأسد في الأهمية واللتان ساهمتا في نشر منتجات الشركة وإيصالها للعالمية هما شركة تابعة تم إنشاؤها في 12 نوفمبر 2010 ، و ذلك لتوسيع المكانة التسويقية للشركة بهدف التسويق وبيع ألعاب الورق في اليابان وخارجها .و في 18 مايو 2012 ، أنشأت شركة بوشيرود شركة تابعة تُسمى بوشيرود يو إس إيه أنك بالإنجليزية Bushiroad USA Inc. ، والتي يقع مقرها الرئيسي في لوس أنجلوس ، كاليفورنيا لمساعدة الشركة على توزيع منتجات الشركة في تلك الأسواق. و بالإضافة إلي ذلك تمتلك الشركة أيضًا عددًا كبيرًا من المتاجر التي تعرض وتبيع منتجاتها في عدة دول أسياوية مثل الصين وهونغ كونغ و في الأمريكتين مثل كندا والولايات المتحدة وكولومبيا و في أستراليا و في دول أوربية مثل وفرنسا وألمانيا والمملكة المتحدة .
- بوشيرود يو إس إيه أنك

تأسست شركة بوشيرود الولايات المتحدة أنك. و التي يقع مقرها في لوس أنجلوس، كاليفورنيا في 18 مايو 2012 ، لتلبية الطلب المتزايد والاهتمام بمنتجات بوشيرود من كل من اللاعبين وتجار التجزئة في الولايات المتحدة الأمريكية.
- بوشيرود إنترنشونال ش .ذ .م.خ إنك .

تأسست بوشيرود الدولية بي تي إي إنك في سنغافورة في 12 نوفمبر 2011 من أجل توسيع السوق الخارجية لألعاب الورق التي تنتجها شركة بوشيرود . كانت الشركة تُعرف سابقًا باسم بوشيرود جنوب شرق آسيا بي تي إي إنك قبل اعتماد الاسم الحالي في أغسطس 2017 .
- بوشيرود كريتيف، إنك .

في 27 فبراير 2015 ، شكلت بوشيرود شركة تابعة لمساعدة الشركة الرئيسية في المبيعات التجارية. و في مايو 2016 ، قامت بوشيرود بتغيير اسم شركة بوشيرود أل كارد كو، إل تي دي. إلى بوشيرود كريتيف ويرأسها حاليًا كوسوكي ناريتا ونقلوا مقر الشركو الرئيسي من وارابي ، سايتاما إلى ناكانو ، طوكيو . و ذلك لتقوم تلك الشركة بمساعدة الشركة الرئيسية في المبيعات التجارية.
- بوشيرود ميديا، إنك.

هي فرع من شركة بوشيرود متخصصون في توزيع المحتويات عبر الراديو والوسائط الرقمية والمطبوعة. تنشر وتحرر مجلة بوشيرود جايكان الشهرية مع المانجا التي توزعها كادوكاوا شوتين بعد ذلك في السوق، وتنتج برامج تلفزيونية وتنتج البضائع. إنها أيضًا وكالة داخلية تابعة لمجموعة بوشيرود .
- بوشيرود ميوزيك، إنك.

هي فرع من شركة بوشيرود متخصص في إنتاج أعمالًا موسيقية ويتعامل مع أنشطة الإنتاج والمبيعات لمحتويات الموسيقى. كما تشارك يوشيرود ميوزيك إنك بشكل كبير في إنتاج الأحداث الحية.
- شركة بوشيرود موفي كو، إل تي دي .

هي فرع من شركة بوشيرود متخصص في إنتاج وتوزيع البرامج الإذاعية عبر الإنترنت وإدارة وكالة تمثيل صوتي ويمتلك علامة هيديكي التجارية ومحطة Hibiki Radio وهي محطة إذاعية على الإنترنت توزع برامج ترويجية لمحتويات البوشيرود المختلفة مثل الرسوم المتحركة والألعاب وأعمال الممثلين والممثلات الصوتيين .
- شركة بوشيرود فايت كو.، إل تي دي.

هي فرع تابعة لمجموعة شركات البوشيرود تأسست في عام 2016 و هي المسئولة والمالكة عن العديد من الشركات الرياضية التي تشمل
- ورلد واندر رينغ ستاردوم .
- و شركة نيو جابان برو -ريسلينغ كو .، إل تي دي.

### سوبراتيكو
سوبراتيكو هي شركة تابعة لـبوشيرود تمتلك نوادي لياقة بدنية ومسارح وتأسست في 2004 .
استحوذت بوشيرود على نسبة 14.5 ٪ من إدارة الشركة في عام 2019 ثم في وقت لاحق في 1 أكتوبر 2019 لغرض تكوين شراكة مع شركة Thearter Company HIKOSEN التابعة للشركة سوبراتيكو.و علاوة على ذلك في 3 فبراير 2020 ، استحوذ بوشيرود على جميع أسهم شركة Thearter Company HIKOSENالمملوكة بالكامل للشركة سوبراتيكو .

## الألعاب والمنتجات

### امتيازات الوسائط المتعددة
هذه هي مشاريع الوسائط المتقاطعة الأصلية للشركة والتي يتم توفيرها على وسائط مختلفة مثل المانجا والأنيمي والألعاب والأحداث الحية.
- أوبرا تانتي درب التبانة هولمز

ابتداءً من عام 2010 ، أصبح لديها وحدة تمثيل صوتي للعروض الحية وأنمي ورواية خفيفة ومانجا وألعاب.
- حلم بانج!

تم إنشاؤه في عام 2015 ، ويحتوي على أنمي ومانجا ولعبة محمولة وفرق موسيقية مكونة من ممثلين صوتيين للشخصيات التي تؤدي في الأحداث الحية مع الآلات وأيضًا إطلاق ألبومات الموسيقى والأغاني. نسخة تتمحور حول الذكور بعنوان Argonavis من BanG Dream! تم إطلاقه في عام 2018.
- ريفو ستارلايت

ابتداءً من عام 2017 ، أصبح لديها وحدة مع ممثلين صوتيين للمسرحيات الموسيقية وأنيمي ومانجا وبرنامج إذاعي ولعبة محمولة.
- D4DJ

ابتداءً من عام 2019 ، يحتوي على أنمي ولعبة وعروض دي جي حية.

### ألعاب الورق القابلة للتحصيل
- أليكسكروس
- Cardfight! ! طليعة
- ChaosTCG
- Dragoborne - الصعود إلى السيادة-
- خمسة قروس
- بطاقة المستقبل Buddyfight
- لعبة بطاقة تجارة المجوهرات
- ملك المصارعة المحترفة
- ولادة جديدة من أجلك
- الحظ والمنطق
- مجموعة الوحش
- انتصار سبارك
- مجلة أسبوعية شونين صنداي VS ويكلي شونين
- وايس شوارتز

### ألعاب الفيديو المنشورة
الألعاب المنشورة من خلال خدمة ألعاب Bushimo الاجتماعية على الهواتف الذكية:
- حلم بانج! حزب فرقة الفتيات!
- عداء مغلق القضية : سباق إلى الحقيقة
- شين-تشان تلوين : العاصفة تسمى! عداء Kasukabe المشتعلة! [13][14]
- الفوضى اون لاين
- أوبرا تانتي درب التبانة هولمز
- اضغط على المنطق ～ اضغط! الحظ ＆ المنطق ～
- Senki Zesshō Symphogear XD Unlimited
- فوز أمير التنس الصاعد
- انقر! كايتو تيكوكو
- الوحوش المربوطة
- Ren'ai Replay
- كندان شوكان! استدعاء الوحش
- حب الحياة! مهرجان المدرسة المعبود
- حب الحياة! مهرجان مدرسة المعبود كل النجوم
- KamiKari: الشياطين × الزناد
- ضربة التنين
- جناح أصدقاء Kemono
- ذكريات السعادة كاردكابتور ساكورا
- Cardfight! ! متصل (مشروع ملغى)
- Shōjo Kageki Revue Starlight: Re LIVE

### عمليات الاستحواذ
- نيبو كايريكو بوشي رود
- New Japan Pro-Wrestling (تم الحصول عليها من Yuke's )
- World Wonder Ring Stardom (تم الحصول عليها من Rossy Ogawa)
- سانزيجين (8.2٪)
- كينيما موالح (31.8٪)
- Sopratico (تم الاستحواذ عليه من Takashi Oba)
- الجناح الأمامي (50.625٪)

## روابط خارجية
- الموقع الرسمي نسخة محفوظة 13 مارس 2017 على موقع واي باك مشين. باللغة اليابانية
- الموقع الرسمي باللغة الإنجليزية نسخة محفوظة 18 فبراير 2017 على موقع واي باك مشين.